# Emily Prentiss
 (septembre 2017).
Si vous disposez d'ouvrages ou d'articles de référence ou si vous connaissez des sites web de qualité traitant du thème abordé ici, merci de compléter l'article en donnant les références utiles à sa vérifiabilité et en les liant à la section « Notes et références ».
Emily Prentiss est un personnage de fiction issu de la série télévisée américaine Esprits criminels. Elle est interprétée par Paget Brewster et doublée par Marie Zidi en version française. Emily intègre l'équipe lors du neuvième épisode de la deuxième saison, remplaçant l'ancienne agente Elle Greenaway.

## Biographie
Emily Prentiss est la fille d'Elizabeth Prentiss, l'ambassadrice des États-Unis en Ukraine, en Italie et dans de nombreux pays du Moyen-Orient. De ce fait elle a beaucoup voyagé. Grâce aux nombreux voyages qu'elle a faits durant sa jeunesse, elle parle couramment arabe, italien, espagnol, français et russe.
Emily avoue à Rossi que, pendant un passage en Italie — où sa mère occupait un poste diplomatique, elle est tombée enceinte à l'âge de 15 ans. Avec l'aide de Matthew Benton, un ami (et contre l'avis de leur prêtre), elle s'est fait avorter.
Lors du quatrième épisode de la troisième saison, elle voulut adopter une des victimes du tueur ce qui n'a pas pu se faire.
Elle est déclarée décédée et est enterrée lors du dix-huitième épisode de la sixième saison, après un combat contre Ian Doyle (dit « Valhalla »), un ex-membre de l'IRA qui avait juré de se venger d'elle. Mais la fin de l'épisode laisse entendre par de multiples détails qu'Emily aurait survécu et serait partie avec plusieurs passeports étrangers procurés par J.J. grâce à son poste.
Elle revient à la septième saison comme personnage régulier. Elle quitte néanmoins le Département des sciences du comportement pour diriger le bureau d'Interpol à Londres (sous-entendu dans le vingt-quatrième épisode).
Elle revient une première fois dans le quatorzième épisode de la neuvième saison, lorsque JJ, une de ses deux meilleures amies, se fera enlever. Emily prendra le premier avion dès que Aaron Hotchner lui apprendra la nouvelle et permettra à l’équipe de retrouver JJ, qui lui dira plus tard qu’elle était sûre que l'équipe l'appellerait. Cet épisode marque la rencontre entre Emily et sa remplaçante Alex Blake.
Elle revient dans le dix-neuvième épisode de la onzième saison, après avoir demandé de l'aide à ses amis et anciens collègues afin de traquer un tueur en série qu'elle a failli arrêter.
Elle revient en tant que personnage régulier à partir de la douzième saison. Quand Hotchner se voit dans l'incapacité de réintégrer l'équipe (raison scénaristique pour expliquer la disparition du personnage à la suite du renvoi de son interprète Thomas Gibson), Prentiss accepte après avoir hésité de prendre sa place comme chef d'équipe.
Ses deux meilleures amies sont Jennifer Jareau « JJ » et Penelope Garcia.

## Famille
Emily est la fille d'Elizabeth Prentiss, ambassadrice des États-Unis ayant travaillé notamment en Ukraine et en Italie. Elle allait souvent chez son grand-père qui vivait dans les Alpes françaises.
Elle a également un chat prénommé Sergio (duquel Garcia s'occupera pendant son absence).
Elle semble être dans une relation sérieuse avec un certain Mark durant le temps où elle réside à Londres.
Dans la quatorzième saison, elle rencontre l'agent spécial Andrew Mendoza, également du FBI, avec qui l'équipe collabore sur une affaire d'attaques publiques à la machette et qui en ressort blessé, mais en vie. Après que Prentiss lui ait rendu visite à l'hôpital, ils auront un rendez-vous galant qui se concrétise comme Mendoza est invité plus tard à manger chez elle et les deux finissent par coucher ensemble . Après toutefois des réticences personnelles de Prentiss prétextées par de l'indisponibilité dû à son travail, elle décide ne plus le fuir et finit par amorcer elle-même leur relation durant une invitation à déjeuner.

## Vie professionnelle
Prentiss est diplômée de Yale et a travaillé pour le FBI depuis environ 13 ans, principalement dans le Midwest.
Profileuse novice mais très prometteuse, elle rejoint l'équipe à la suite d'un transfert dû au départ de l'agent Elle Greenaway.
Fille d'une ambassadrice, certains membres de l'équipe la soupçonnent d'avoir été pistonnée et, de ce fait, de ne pas mériter cette place dans l'unité.
Elle a été choisie à dessein par Erin Strauss (la chef de bureau et supérieure hiérarchique de l'agent Aaron Hotchner) pour chercher et lui communiquer des irrégularités dans le fonctionnement de l'équipe, afin de la discréditer et la dissoudre. Pour ne pas trahir son équipe et Hotch, elle refuse et préfère démissionner. Toutefois, Penelope Garcia parvient à maintenir son départ en attente avec celui de Hotch dans le système informatique, juste assez longtemps pour permettre au reste de l'équipe de la convaincre de rester avec eux. Elle sera donc rétablie dans ses fonctions rapidement.
Elle utilise un Glock 19 comme arme.
Dans L'Appât elle est blessée à la tête par un tueur.
Dans En cercle fermé, Emily est prise en otage avec Reid par le dirigeant d'une secte nommé Cyrus, qui la bat sévèrement en apprenant qu'elle est un agent du FBI.
Dans Le Bon et le Méchant, elle est blessée dans un accident de voiture causé par un criminel qu'elle devait escorter.
Dans l'épisode 18 de la saison 6, elle « meurt » sur une table d'opération à l'hôpital des suites d'un empalement au pieu infligé par Ian Doyle, un terroriste irlandais qu'elle a connu comme agent infiltré (sous l'identité de la marchande d'armes belge Lauren Reynolds lui servant de couverture) à l'époque d'une enquête d'Interpol pour suspicion de terrorisme : mais sa mort est en réalité une mise en scène orchestrée par J.J. (avec la complicité de Hotch) afin de la cacher de Doyle en fuite et le tenir éloigné de son fils Declan, que Prentiss continue de cacher. Alors que l'enfant est enlevé par sa mère et un complice, elle revient dans le premier épisode de la saison 7, peu après l'arrestation par l'équipe de Doyle puis la mort de ce dernier à l'issue du sauvetage de Declan.
Dans l'épisode 15 de la saison 7, elle est blessée par balle au bras par un jeune garçon influencé par les paroles d'un élu local (interprété par Paul Johansson).
De nouveau, elle quitte le BAU à la fin de la saison 7 pour prendre la direction du bureau d'Interpol à Londres à la suite d'une proposition de son ami et ancien collègue, Clyde Easter. Néanmoins, lorsque J.J. disparaîtra au cours de l'épisode 14 de la saison 9, Emily viendra apporter son aide pour la retrouver, « J.J » étant une de ses deux meilleures amies.
Elle revient pour aider l'équipe lors du départ de l'agent Aaron Hotchner à la douzième saison, et devient chef d'équipe du BAU à la suite de sa démission.
Dans la saison 15. Prentiss est pressentie pour être candidate à la direction du FBI. La série se conclut sur sa nomination, faisant d'Emily la première femme directrice du FBI. Avant de prendre son poste, elle confie le poste de chef d'équipe du BAU à J.J[réf. nécessaire].